# Lekartów
Lekartów (niem. Lekartow, w latach 1936-1945 Mettich) – wieś w Polsce położona w województwie śląskim, w powiecie raciborskim, w gminie Pietrowice Wielkie, na lewym, północnym brzegu Psiny.

## Historia
Miejscowość została po raz pierwszy wzmiankowana w 1445, a jej dzierżawcza nazwa pochodzi od imienia Lekart.
Historycznie Lekartów był osadą graniczną diecezji wrocławskiej, położone na południowym, prawym brzegu od Psiny Samborowice leżały już w diecezji ołomunieckiej. Tradycyjnie posługiwano się tu jeszcze śląskim dialektem jednak z silnymi wpływami gwar laskich.
W latach 1954–1968 wieś należała i była siedzibą władz gromady Lekartów, po jej zniesieniu w gromadzie Pietrowice Wielkie. W latach 1975–1998 miejscowość administracyjnie należała do województwa katowickiego.